# ابراهیموو (شهرستان کارماسکالینسکی، باشقیرستان)
ابراهیموو (انگلیسی: Ibragimovo, Karmaskalinsky District, Republic of Bashkortostan) یک شهرک در شهرستان کارماسکالینسکی استان باشقیرستان کشور روسیه است.